# Südlicher Blauflossen-Thunfisch
Der Südliche Blauflossen-Thunfisch (Thunnus maccoyii) ist ein Thunfisch aus der Familie der Scombridae.
Die Art wird von der IUCN als stark bedroht klassifiziert, wobei als Hauptursachen Überfischung und die intensive Nutzung als Speisefisch angegeben werden.

## Etymologie
Der Artzusatz maccoyii bezieht sich auf Frederick McCoy. Dieser war der erste Direktor des National Museum of Victoria in Australien.

## Merkmale

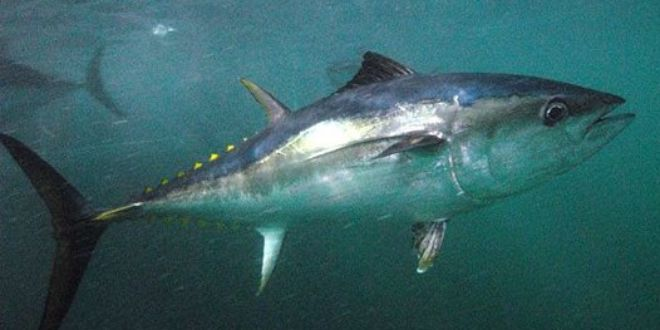
Thunnus maccoyii in freier Wildbahn

Der Südliche Blauflossen-Thunfisch ist an der Unter- und Bauchseite weißlich gefärbt und besitzt ein laterales irisierendes blaues Band. Die erste dorsale Flosse ist tiefgelb, die Zweite und die Afterflosse weisen dagegen eine hellgelbe Färbung auf. Die Finlets sind gelb gefärbt mit schwarzen Spitzen. Das Skelett weist 18 präcaudale und 21 caudale Wirbel auf. Die Flossenformel lautet: D XII–XIV/13–16 + 8–10, A 12–15 + 7–10, pectoral 33–36, C 17, P I/5. Die Lebenserwartung beträgt circa 12 Jahre, wobei Einzelfälle von älteren Exemplaren bekannt sind. Dabei erreicht die Art eine Körpergröße von 160–200 cm, der Rekord liegt bei 225 cm. Das Gewicht beträgt für einen 180 cm großen Fisch etwa 100–130 kg.

## Lebensweise
Die Art kommt in den südlichen Bereichen des westlichen Atlantik, Indischen Ozeans und der Tasmansee entlang des 30. bis 50 Breitengrads – in Ausnahmefällen auch bis 60° S – im Epipelagial vor. Dabei bevorzugt die Art während des Großteils ihrer Lebenszeit eher kühle Wassertemperaturen von 5–20 °C, allerdings werden laichende Fische und Larven in Gewässern mit Oberflächentemperaturen von 20–30 °C beobachtet.
Die adulten Tiere wandern zum Laichen üblicherweise in wärmere Gewässer zwischen Australien und Indonesien bis zu 10° S. Die Laichzeit findet während des Sommers auf der Südhalbkugel von September bis März statt. Nach dem Larvenstadium migrieren die Juvenilen in die Große Australische Bucht (GAB). Bis zu einem Alter von fünf Jahren kann ein Zyklus beobachtet werden: Während des Sommers halten sich die Tiere in der GAB auf, während sie für den Winter nach Neuseeland oder Südafrika wandern. Tiere die älter als fünf Jahre sind, kehren nur selten in die GAB zurück und halten sich über die zuvor genannten Ozeane verteilt auf.
Der Südliche Blauflossen-Thun ernährt sich von einer Vielzahl an unterschiedlichen Fischarten, Weich- und Krustentieren.

## Wirtschaftliche Nutzung
Insbesondere in Australien ist der Fang der Art von wirtschaftlichem Interesse. Die Fanggebiete erstrecken sich dabei entlang 10° bis 170° W entlang der Südhalbkugel, wobei jedoch eine Konzentration um Tasmanien, Neuseeland und Südafrika beobachtet werden kann. Der Fischfang erfolgt üblicherweise mittels Langleinen, während in Australien Ringwadenfischerei betrieben wird, um die Fische in Aquakulturen zu überführen.

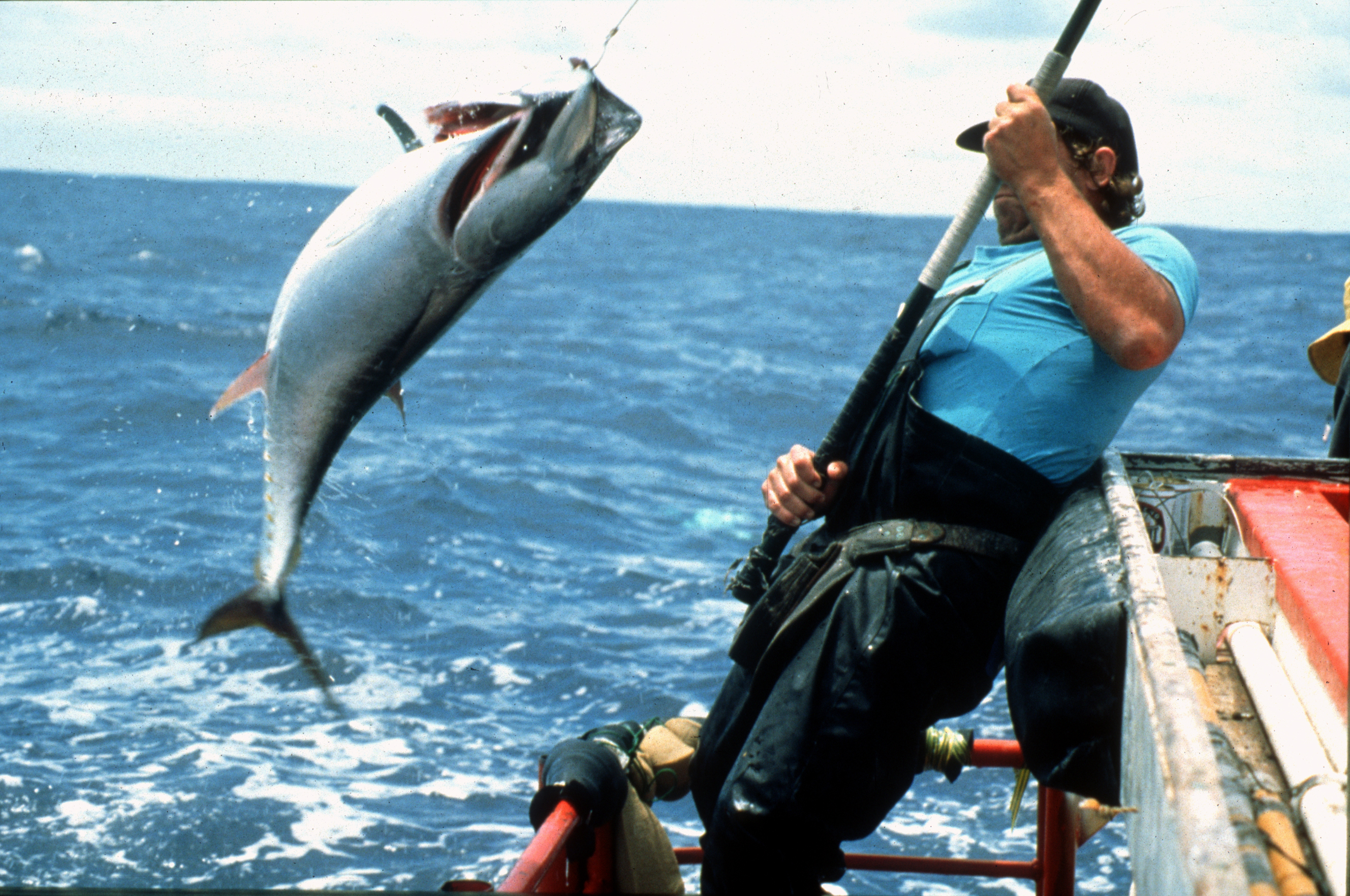
Dieser südliche Blauflossen-Thunfisch wurde 2001 von der Commonwealth Scientific and Industrial Research Organisation geangelt, um anschließend besendert wieder in die Freiheit entlassen zu werden

Auf Auktionen in Tokio erzielen einzelne Exemplare teilweise hochpreisige Gebote von über 10.000 US-$. Kiyoshi Kimura, Chef einer japanischen Restaurantkette, ersteigerte 2019 ein Exemplar für 3,1 Millionen US-$. Hierbei hängt der Preis maßgeblich vom Fettgehalt und der Qualität des Fleisches ab. Dieses wird üblicherweise auf Sashimi-Märkten in Tokio verkauft. Es wird geschätzt, dass die Fischerei vom Südlichen Blauflossen-Thunfisch ein Geschäft im Umfang von über 1 Mrd. Euro ist.

## Bedrohung
Die Art wird in der Roten Liste gefährdeter Arten der IUCN 2011 als „Vom Aussterben bedroht“ aufgeführt. Ursachen hierfür sind das langsame Wachstum mit später Geschlechtsreife, eine ausgeprägte zyklische Migration und dass es nur einen einzelnen Laichort gibt. Als Hauptursache wird jedoch die Überfischung der Bestände seit den frühen 1950er-Jahren gesehen. Es wird angenommen, dass die Bestände zwischen 1973 und 2009 um rund 85 % abnahmen, wobei keine Anzeichen für eine Erholung der Bestände festgestellt wurden.
Bei der Evaluation im Jahr 2021 gab die IUCN zwar an, die Thunfischbestände würden mittlerweile wieder zunehmen, bewertete die Gesamtsituation jedoch weiterhin als kritisch, so dass der Blauflossen-Thunfisch als „endangered“ (EN = stark gefährdet) klassifiziert wird. Aufgrund der hohen Preise ist der Fisch für Wilderer attraktiv, so dass festgelegte Fangquoten vielerorts nicht eingehalten werden.